# Johann Anton Zehnter

Johann Anton Zehnter

Johann Anton Zehnter (* 24. März 1851 in Messelhausen; † 17. Dezember 1922 in Karlsruhe) war ein deutscher Jurist und Zentrumspolitiker.

## Leben
Johann Anton Zehnter studierte Rechtswissenschaften in Würzburg und Heidelberg und wurde 1879 Sekretär im badischen Justizministerium. 1881 ging er als Staatsanwalt nach Mosbach, wo er 1882 zum Landgerichtsrat aufstieg. In dieser Funktion wechselte er nach Konstanz und später nach Karlsruhe. In Karlsruhe wurde er zum Oberlandesgerichtsrat befördert und kehrte 1894 nach Mosbach zurück. Von 1904 bis 1910 war er Landgerichtspräsident in Offenburg und danach bis 1918 in Heidelberg. Mit seiner Beförderung zum Oberlandesgerichtspräsidenten in Karlsruhe kurz vor dem Sturz der Monarchie wurde er kurzzeitig Mitglied der Ersten Kammer der Badischen Ständeversammlung. Er blieb höchster Richter Badens bis zu seinem Tode 1922. 
Von 1898 bis 1918 gehörte Zehnter dem Reichstag an, wo er als Abgeordneter den Wahlkreis Großherzogtum Baden 14 (Tauberbischofsheim) vertrat. Zusätzlich war er von 1899 bis 1918 Abgeordneter des Wahlbezirks Gernsbach in der Zweiten Kammer der Badischen Ständeversammlung. Nach 1907 wurde Zehnter Fraktionsvorsitzender der Zentrumspartei und von 1917 bis 1918 war er Präsident der Zweiten Kammer. Von 1919 bis 1921 war er Abgeordneter und Mitglied der badischen Nationalversammlung. Zudem gehörte er der Weimarer Nationalversammlung an.
Das Grab Zehnters befindet sich in Messelhausen.

## Ehrungen
- 1906 Ehrendoktor der rechts- und staatswissenschaftlichen Fakultät der Universität Freiburg
- Kommandeurskreuz zweiter Klasse des Ordens vom Zähringer Löwen

## Schriften
- Zur Geschichte der Juden in der Markgrafschaft Baden-Durlach. In: Zeitschrift für die Geschichte des Oberrheins, Neue Folge 11 (1896), 12 (1897), 15 (1900)
- Geschichte des Ortes Messelhausen. Ein Beitrag zur Staats-, Rechts-, Wirtschafts- und Sittengeschichte von Ostfranken. Winter, Heidelberg 1901.
- Die Badische Verfassung vom 21. März 1919. Mannheim u. a. 1919, 1921.